# Juan Cataldi
Juan Cataldi (La Plata, 17 de diciembre de 1998) es un futbolista profesional argentino que juega como mediocampista ofensivo en el club Kalamata de la Superliga 2 griega.
Jugó su primer partido en la primera división en la Copa Argentina y luego disputó partidos de la misma copa y del torneo local. Formó parte del equipo que disputó la final contra Rosario Central. Cuando jugaba en Bolívar, disputó la Copa Libertadores contra Palmeiras y otros dos partidos de la misma copa. También disputó la Copa Sudamericana.

## Trayectoria
La carrera de Cataldi comenzó en las divisiones inferiores de Gimnasia y Esgrima La Plata en 2002. Fue promovido al primer equipo del club en julio de 2018, cuando fue elegido para comenzar en los encuentros de la Copa Argentina con Sportivo Belgrano y Olimpo; ambos ganados 1-0.
Hizo su debut en la liga profesional el 18 de agosto durante una derrota como visitante ante Banfield en la Primera División.
Haría otras tres apariciones en esa temporada para Gimnasia, aunque no aparecería competitivamente en 2019-20. El 3 de agosto de 2020, Cataldi se fue cedido al fútbol boliviano con Bolívar.  Debutó en la Copa Libertadores contra Palmeiras el 1 de octubre.
En septiembre de 2021, rescindió su contrato con Gimnasia y Esgrima La Plata y se incorporó al OF Ierapetra FC de la Segunda División griega. 
En septiembre de 2023, se concretó el traspaso al Kalamata FC de la misma Liga griega.

## Vida personal
Juan Cataldi es sobrino de los exfutbolistas Guillermo Barros Schelotto y Gustavo Barros Schelotto, mientras que sus hermanos Salvador y Tomás Cataldi también son futbolistas; al igual que su primo Bautista Barros Schelotto.  
El abuelo de Cataldi, Hugo Barros Schelotto, fue presidente de Gimnasia y Esgrima La Plata durante la década de 1980.